# Хшонхов
Хшо̀нхов или Хшо̀нхув (на полски: Chrząchów) е село в Югоизточна Полша, Люблинско войводство, Пулавски окръг, община Консковоля.
В селото има 160 неголеми ферми и толкова къщи, малка католическа църква, пожарна служба, основно училище и два магазина.

## География
Разположен на река Куровка, най-близките селища са: село Куров на 3 km, Консковоля на 6 km, Пулави на 12 km и Люблин на 35 km.

## Население
Селото има население от 716 жители (2011 г.).

## История
Според местната легенда, името на селото произлиза от звуците, издавани от глиганите в близката гора.
За пръв път Хшонхов се споменава през 1430 г. В 1795 г., след третото разделяне на Полша, Хшонхов преминава под Австрийско управление, а от 1809 г. влиза в състава на Варшавското княжество. През 1815 г. влиза в Полското царство. През Първата световна война е напълно изгорен от австрийските войски. През Втората световна война, на 10 септември 1939 г. е бомбардиран от германците.